# Flick-Prozess

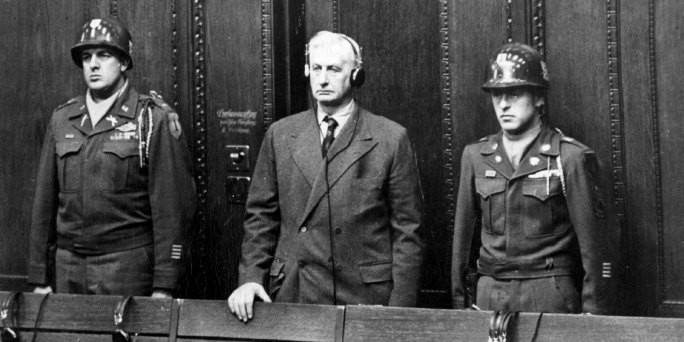
Friedrich Flick bei der Urteilsverkündung, 22. Dezember 1947

Der Flick-Prozess war der fünfte von insgesamt zwölf Nürnberger Nachfolgeprozessen gegen Verantwortliche des Deutschen Reichs zur Zeit des Nationalsozialismus. Wie die anderen Nachfolgeprozesse fand er im Nürnberger Justizpalast vor einem US-amerikanischen Militärgericht statt. Es war der erste von drei Prozessen gegen führende Industrielle Nazi-Deutschlands, die beiden anderen waren der I.G.-Farben- und der Krupp-Prozess.
Der Prozess richtete sich gegen den Großindustriellen Friedrich Flick und fünf seiner Führungsleute. Flick wurde im Dezember 1947 zu sieben Jahren Haft verurteilt und im Jahr 1950 vorzeitig freigelassen. Zwei weitere Angeklagte wurden ebenfalls zu Haftstrafen verurteilt, drei wurden freigesprochen.

## Vorgeschichte
Während des Zweiten Weltkriegs hatten die Alliierten USA und UdSSR als einen der Kriegsgründe gemeinsam den wirtschaftlichen Imperialismus Nazideutschlands angesehen. Für die Planung und Durchführung dieses verbrecherischen Krieges wurde den Großindustriellen eine Schlüsselrolle zugerechnet. Die amerikanische Sicht war dabei vom IG-Farben-Bericht der Kilgore-Kommission und der Deutschlandbeschreibung Behemoth des Politikwissenschaftlers Franz Neumann beeinflusst, und man wollte die Großindustriellen dafür strafrechtlich zur Verantwortung ziehen und deren Kartelle zerschlagen.
Nach dem Potsdamer Abkommen vom August 1945 sollte Deutschland demokratisiert, denazifiziert, demilitarisiert und dekartelliert werden, um den moralischen und ökonomischen Neuaufbau durch einen Elitenwechsel zu fundieren. Im Nürnberger Prozess gegen die Hauptkriegsverbrecher waren wichtige juristische Richtlinienentscheidungen zum Zwangsarbeitereinsatz (als verbrecherischem „Sklavenarbeits“-Programm) und zur SS als verbrecherischer Organisation gefällt worden. Es war aber kein Industrieller verurteilt worden, da der einzige angeklagte Privatindustrielle durch einen Fehler der verhandlungsunfähige schwerkranke Gustav Krupp war. Ein zweiter internationaler Hauptkriegsverbrecherprozess konzentriert auf die Wirtschaft wurde aus finanziellen Gründen und weil man den Sowjets keine Möglichkeit für ein Tribunal gegen das kapitalistische System bieten wollte, verworfen. Durch die Hinwendung zur Reintegration Deutschlands als Bollwerk gegen den Kommunismus im Rahmen des Marshallplans wurden die Mittel für die Industriellen-Prozesse gekürzt, und es wurden nur noch die Prozesse gegen Mitglieder von Flick, IG Farben und Krupp vor einem Nationalen Militär Tribunal (NMT) der Amerikaner sowie Mitglieder des Röchling-Konzerns vor einem französischen Gericht durchgeführt.

## Der Prozess
Der Prozess gegen Friedrich Flick et al. fand vom 19. April bis zum 22. Dezember 1947 vor dem nationalen amerikanischen Nürnberger Militärtribunal IV nach Kontrollratsgesetz Nr. 10 im Nürnberger Justizpalast statt.

### Die Richter
- Präsident: Charles B. Sears, ehemaliger Richter des Berufungsgerichts des Staates New York
- William C. Christianson, ehemaliger Richter des Supreme Court des Staates Minnesota
- Frank N. Richman, ehemaliger Richter des Supreme Court des Staates Indiana
- Richard D. Dixon, ehemaliger Richter des Supreme Court des Staates North Carolina

### Die Anklagebehörde
- Brigadegeneral Telford Taylor, Chefankläger
- Thomas E. Ervin, stellvertretender Chefankläger
- Rawlings Ragland, stellvertretender Chefankläger
- Charles S. Lyon, Chef des Anklägerteams

### Angeklagte
Übersicht, unter anderem mit den Verteidigern und dem Urteil zu einzelnen Anklagepunkten (S – schuldig; U – unschuldig). Fünf der Anwälte hatten bereits Erfahrung als Verteidiger vor dem Internationalen Militärgerichtshof gesammelt.
| Bild | Name              | Verteidiger      | Assistent des Verteidigers                          | Anklagepunkte | Anklagepunkte | Anklagepunkte | Anklagepunkte | Anklagepunkte | Strafmaß      | Entlassung                                                                                 |
| Bild | Name              | Verteidiger      | Assistent des Verteidigers                          | I             | II            | III           | IV            | V             | Strafmaß      | Entlassung                                                                                 |
| ---- | ----------------- | ---------------- | --------------------------------------------------- | ------------- | ------------- | ------------- | ------------- | ------------- | ------------- | ------------------------------------------------------------------------------------------ |
|      | Friedrich Flick   | Rudolf Dix       | Fritz Streese                                       | S             | S             | U             | S             |               | 7 Jahre Haft  | 1950 (zum genauen Entlassungstermin finden sich in der Literatur unterschiedliche Angaben) |
|      | Otto Steinbrinck  | Hans Flächsner   | Franz von Papen jr.                                 | U             | U             | U             | S             | S             | 5 Jahre Haft  | – (starb am 16. August 1949 in der Haft)                                                   |
|      | Bernhard Weiss    | Walter Siemers   | Agnes Nath-Schreiber                                | S             | U             |               |               |               | 2½ Jahre Haft | 7. Dezember 1948                                                                           |
|      | Odilo Burkart     | Otto Kranzbühler | Wolfgang Pohle                                      | U             | U             |               |               |               | Freispruch    | –                                                                                          |
|      | Konrad Kaletsch   | Herbert Nath     | Günther Geißler                                     | U             | U             | U             |               |               | Freispruch    | –                                                                                          |
|      | Hermann Terberger | Horst Pelckmann  | Fritz Wecker, Helmuth Henze, Erich Schmidt-Leichner | U             |               |               |               |               | Freispruch    | –                                                                                          |

### Verteidigungsstrategie
Schon zur Endphase des Krieges wurde durch die Konzernleitung eine Untersuchung gegen etwaige innenpolitische Kriegsgewinnler-Vorwürfe erstellt, in der dargelegt wurde, dass der Vermögenszuwachs kleiner war als die Vermögensminderung während des Krieges. Zur persönlichen Ehrenrettung wurden von den Managern beglaubigte Erklärungen über Hilfeleistungen an jüdische Bekannte und zu ihrer politischen Unbescholtenheit gesammelt. Systematisch stellten die Flick-Manager einen omnipotenten Terrorstaat dar, dem jeder nur mögliche Widerstand geleistet worden wäre. Flick habe seinen Beitritt zur NSDAP hinausgezögert; und die Übernahme der Rombacher Hüttenwerke sei ein heroischer Akt gewesen, um ein Monopol der Hermann-Göring-Werke zu verhindern. Den Siegermächten hielt man vor, das Ausmaß der Ohnmacht und der Bedrohung der Unternehmer zu verkennen und sie dadurch vor Gericht ein zweites Mal zu Opfern zu machen.
Die deutsche Wirtschaftselite mobilisierte materielle, logistische und ideelle Unterstützung für die Angeklagten, um zu verhindern, dass der Exempelcharakter des Prozesses dem Ruf, der künftigen Geltung und dem sozialen Führungsanspruch des deutschen Unternehmertums schadete. Hermann Reusch von der Gutehoffnungshütte warb Unterstützungsleistungen von Mannesmann, Klöckner, Vereinigte Stahlwerke und Krupp für einen Gemeinschaftsfonds zur Prozessverteidigung ein, um Vorwürfe gegen die Industrie als Gesamtheit schon im Vorfeld einzudämmen.

### Die einzelnen Anklagepunkte und das Urteil
Die Anklageschrift vom 18. März 1947 umfasste folgende Anklagepunkte:
- I: Kriegsverbrechen und Verbrechen gegen die Menschlichkeit: Zwangsarbeit und Deportation zur Sklavenarbeit

Im Nürnberger Prozess gegen die Hauptkriegsverbrecher war schon der Zwangseinsatz und die Misshandlung ausländischer Arbeitskräfte als sogenannte Sklavenarbeit (slave labour) abgeurteilt worden. Bei den Unternehmen des Flick-Konzerns waren wie in allen Unternehmen der Montanindustrie Zwangsarbeiter unter unmenschlichen Umständen eingesetzt worden. Die Verteidigung argumentierte, dass es sich beim Flick-Konzern um eine dezentralisierte Holding gehandelt habe, so dass die Konzernspitze generell von Sozial- und Arbeitsfragen ausgespart gewesen wäre und dass ungeachtet dessen alle Möglichkeiten zur Besserung des Loses der ausländischen Beschäftigten genutzt worden wären. Die Anklage scheiterte an der Kluft, eine generelle Mitverantwortung der Industrie nachzuweisen und der Notwendigkeit, die individuelle Schuld der Angeklagten zu belegen. Die Richter folgten der Verteidigung weitgehend und verurteilten nur Flick und Weiss, da diese im Falle von Linke-Hofmann eine Produktionsausweitung mit entsprechender Zuweisung von Zwangsarbeitern betrieben hätten. Der Zwangsarbeitereinsatz wurde als ein staatliches Programm verstanden, dem sich die Industriellen aufgrund des omnipotenten Drucks des Regimes nicht entziehen konnten, und den Angeklagten wurde ausdrücklich ein genereller Notstand zugebilligt. Bei der Behandlung der Zwangsarbeiter hätten die Angeklagten unter den restriktiven Anordnungen von Partei, Wehrmacht und SS das ihnen Mögliche getan.
- II: Kriegsverbrechen und Verbrechen gegen die Menschlichkeit: Plünderung in besetzten Gebieten

Der Flick-Konzern hatte im Verlauf des Zweiten Weltkrieges durch Treuhandschaften nach Lothringen, Lettland und die Ukraine expandiert, und Flick hielt ein Mandat im Verwaltungsbeirat der Berg- und Hüttenwerksgesellschaft Ost. Die Anklage sah darin Schritte zur Aneignung von Fremdvermögen. Im Fall der Rombacher Hüttenwerke in Lothringen verurteilte das Gericht die rechtswidrige Eigentumsvorenthaltung. Im Fall der Treuhandschaft beim lettischen Waggonbauunternehmen Vairogs und den gemeinsam mit den Hermann-Göring-Werken im Rahmen des Iwan-Programms betriebenen Dnjepr Stahl erfolgte ein Freispruch, da es sich dabei nicht um Privateigentum, sondern um Vermögen unter staatlicher Verwaltung gehandelt habe.
- III: Verbrechen gegen die Menschlichkeit: Arisierungen

Flick galt durch die Übernahme vormals jüdischen Eigentums, nämlich der Hochofenwerk Lübeck AG, der Rawack und Grünfeld AG, den Sächsischen Gußstahlwerken Döhlen und vor allem der mitteldeutschen Unternehmensanteile der Prager Petscheks und der Aussiger Petscheks, als einer der größten industriellen Arisierungsprofiteure, der auch aktiv und gestaltend auf die staatlichen Maßnahmen Einfluss genommen hatte. Nach Ansicht der Anklage war der Erwerb dieser Firmen unter erpresserischem Druck nichts anderes als „Straßenräuberei“ gewesen. Dem vordergründig liberalen Kapitalismusverständnis der deutschen Privatwirtschaft, die bei Himmlers Abendgesellschaften Geschäfte machte, wurde – auch vor dem Hintergrund der sowjetischen Systemalternative – ein freiheitliches Wirtschaftsbild ohne staatlichen und korporativen Zwang entgegengestellt. Die Angeklagten gaben an, den jüdischen Vorbesitzern geholfen zu haben. War im Falle der Prager Petscheks der Vertreter der amerikanischen Verkäuferholding während der Übernahmeverhandlungen noch als jüdischer Strohmann bezeichnet worden, so legten die Angeklagten nunmehr in Umkehrung ihrer früheren Argumentation Wert darauf, dass es sich um einen konventionellen privatwirtschaftlichen Kauf von einer amerikanischen Holding gehandelt habe. Im Falle der Aussiger Petscheks habe es sich um ein erzwungenes Negativgeschäft zu Ungunsten von Flick gehandelt, da dieser auf politischen Druck diese unrentable Beteiligung von den Hermann-Göring-Werken übernehmen musste. Formaljuristisch wurde darauf hingewiesen, dass diese Arisierungsgeschäfte nicht unter Kontrollratsgesetz Nr. 10 zu verhandeln sind, weil sie vor 1939 erfolgten. Die Richter stellten fest, dass das Tribunal nach Kontrollratsgesetz nicht für die Arisierung zuständig sei und wiesen hilfsgutachtlich darauf hin, dass Eigentumsentziehungen auch kaum als Verbrechen gegen die Menschlichkeit zu behandeln gewesen wären.
- IV: Mitgliedschaft in Himmlers Freundeskreis

Flick galt den amerikanischen Anklägern basierend auf Informationen von Office of Strategic Services (OSS) und Office of Military Government for Germany (OMGUS) als „wahrscheinlich größter industrieller Strippenzieher in Nazi-Deutschland“. Flick und Steinbrinck wurde vorgeworfen, über den Kepplerkreis den Aufstieg der Nationalsozialisten befördert und später über den Freundeskreis Reichsführer SS Himmler und enge Kontakte zu Hermann Göring die militärischen und nationalsozialistischen Ziele gefördert und die Arisierung jüdischen Vermögens über staatlichen Zwang betrieben zu haben.
- V: Mitgliedschaft in verbrecherischen Organisationen

Steinbrinck war als einziger der Angeklagten SS-Mitglied gewesen und wurde wegen der Mitgliedschaft in dieser verbrecherischen Organisation angeklagt und verurteilt. Im Nürnberger Prozess gegen die Hauptkriegsverbrecher war zuvor die SS als verbrecherische Organisation eingestuft worden.

## Nach dem Prozess
Das Flick-Urteil war richtungsweisend für die Entscheidungen im IG-Farben-Prozess und im Krupp-Prozess und zu einem geringeren Teil auch im Wilhelmstraßen-Prozess. In diesen nachfolgenden Verfahren wurde die Unzuständigkeit bei Arisierungstatbeständen und die Anerkennung des Befehlsnotstandes in den Urteilen berücksichtigt und führte zu milden Strafen.
Durch gezielte Lobby- und Öffentlichkeitsarbeit wurde der Boden für die vorzeitige Entlassung der Angeklagten bereitet. Von der deutschen Politik und Wirtschaft flankiert, untermauerten die Nürnberger Verteidiger unterstützt vom Heidelberger Juristenkreis und prominenten Kirchenvertretern beider Konfessionen kontinuierlich gesteigerte Amnestieforderungen. Diese gewannen Dynamik durch die Identifikation der deutschen Öffentlichkeit mit den sogenannten Kriegsgefangenen und Opfern von Kollektivvorwürfen. Die beiden großen Volksparteien schlossen sich der Forderung nach Haftreduzierungen an, die als eine Bedingung für die Westintegration der Bundesrepublik bezeichnet wurde. 
Weiss wurde am 7. Dezember 1948 vorzeitig entlassen, Steinbrinck starb am 16. August 1949 in der Haft. Im Jahr 1950 wurde Flick wegen guter Führung vorzeitig entlassen (zum genauen Entlassungstermin werden in der Literatur uneinheitliche Angaben gemacht). Von der deutschen Öffentlichkeit wurde der Straferlass nicht als Milde, sondern als Eingeständnis formeller und inhaltlicher Fehlerhaftigkeit des Urteils angesehen.
Nach Meinung von Kim Christian Priemel wurden anläßlich des Musterprozesses gegen Flick die apologetischen und die Wahrheit verfälschenden Darstellungen entworfen, welche die Privatwirtschaft als Opfer staatlicher Gewalt darstellten. Arisierung, Okkupationsaneignungen und Zwangsarbeit wurden verharmlost. Diese Sichtweise findet sich seitdem vielfach in Hagiographien und Festschriften der deutschen Industriegeschichtsschreibung wieder.